# Nuoto alla XXVIII Universiade
Le competizioni di nuoto della XXVIII Universiade (40 gare in piscina e 2 in acque libere) si sono svolte a Gwangju, Corea del Sud, dal 4 al 11 luglio 2015.

## Podi

### Uomini
| Evento               | Oro                                                                     | Perform.  | Argento                                                              | Perform.  | Bronzo                                                                    | Perform"  |
| Stile libero         |                                                                         |           |                                                                      |           |                                                                           |           |
| 50 m                 | Yauhen Tsurkin                                                          | 22"22     | Henrique Martins                                                     | 22"24     | Paul Powers                                                               | 22"34     |
| 100 m                | Henrique Martins                                                        | 48"98     | Jack Conger                                                          | 49"02     | Marco Belotti                                                             | 49"43     |
| 200 m                | Reed Malone                                                             | 1'47"15   | Clay Youngquist                                                      | 1'47"91   | Jacob Hansford                                                            | 1'48"29   |
| 400 m                | Jay Lelliott                                                            | 3'48"84   | Jack McLoughlin                                                      | 3'48"88   | Reed Malone                                                               | 3'50"13   |
| 800 m                | Serhiy Frolov                                                           | 7'50"28   | Jay Lelliott                                                         | 7'50"97   | Ayatsugu Hirai                                                            | 7'52"77   |
| 1500 m               | Ayatsugu Hirai                                                          | 14'56"10  | Serhiy Frolov                                                        | 15'02"81  | Kohei Yamamoto                                                            | 15'03"99  |
| Dorso                |                                                                         |           |                                                                      |           |                                                                           |           |
| 50 m                 | Junya Hasegawa                                                          | 25"25     | Stefano Mauro Pizzamiglio                                            | 25"43     | Nikita Ulyanov                                                            | 25"49     |
| 100 m                | Junya Hasegawa                                                          | 53"77     | Christopher Ciccarese                                                | 53"92     | Jack Conger                                                               | 54"09     |
| 200 m                | Jacob Pebley                                                            | 1'56"29   | Keita Sunama                                                         | 1'57"50   | Andrei Shabasov                                                           | 1'57"68   |
| Rana                 |                                                                         |           |                                                                      |           |                                                                           |           |
| 50 m                 | Čaba Silađi                                                             | 27"34     | Andrea Toniato                                                       | 27"41     | Dmitriy Balandin                                                          | 27"47     |
| 100 m                | Dmitriy Balandin                                                        | 59"96     | James Wilby                                                          | 1'00"28   | Craig Benson                                                              | 1'00"33   |
| 200 m                | Josh Prenot                                                             | 2'08"90   | Kazuki Kohinata                                                      | 2'09"08   | Craig Benson                                                              | 2'09"10   |
| Delfino              |                                                                         |           |                                                                      |           |                                                                           |           |
| 50 m                 | Henrique Martins                                                        | 23"22     | Yauhen Tsurkin                                                       | 23"44     | Piero Codia                                                               | 23"48     |
| 100 m                | Evgeny Koptelov                                                         | 51"50     | Piero Codia                                                          | 51"69     | Yauhen Tsurkin                                                            | 52"12     |
| 200 m                | Evgeny Koptelov                                                         | 1'54"79   | Yuya Yajima                                                          | 1'55"73   | Masayuki Umemoto                                                          | 1'56"12   |
| Misti                |                                                                         |           |                                                                      |           |                                                                           |           |
| 200 m                | Justin James Josh Prenot                                                | 1'58"38   |                                                                      |           | Keita Sumana                                                              | 1'58"45   |
| 400 m                | Jay Litherland                                                          | 4'12"43   | Josh Prenot                                                          | 4'13"15   | Lewis Smith                                                               | 4'13"98   |
| Staffette            |                                                                         |           |                                                                      |           |                                                                           |           |
| 4x100 m stile libero | Stati Uniti Matthew Ellis Michael Wynalda Jack Conger Seth Stubblefield | 3'15"85   | Giappone Reo Sakata Kosuke Matsui Takumi Komatsu Toru Maruyama       | 3'17"98   | Russia Ivan Kuzmenko Oleg Tikhobaev Alexander Tikhonov Mikhail Polishchuk | 3'19"18   |
| 4x200 m stile libero | Stati Uniti Clay Youngquist Reed Malone Michael Wynalda Kyle Whitaker   | 7'10"82   | Australia Jacob Hansford Travis Mahoney Jack McLoughlin Justin James | 7'13"04   | Giappone Reo Sakata Naito Ehara Takumi Komatsu Katsuhiro Matsumoto        | 7'13"12   |
| 4x100 m misti        | Russia Andrei Shabasov Oleg Kostin Evgeny Koptelov Mikhail Polishchuk   | 3'34"56   | Stati Uniti Jacob Pebley Daniel Macdonald Matthew Josa Jack Conger   | 3'34"61   | Giappone Junya Hasegawa Kazuki Kohinata Masayuki Umemoto Toru Maruyama    | 3'34"82   |
| Acque libere         |                                                                         |           |                                                                      |           |                                                                           |           |
| 10 km                | Anton Evsikov                                                           | 1h55'09"6 | Matteo Furlan                                                        | 1h55'09"9 | Mario Sanzullo                                                            | 1h55'11"0 |

### Donne
| Evento               | Oro                                                                      | Perform.  | Argento                                                        | Perform.  | Bronzo                                                                              | Perform.  |
| Stile libero         |                                                                          |           |                                                                |           |                                                                                     |           |
| 50 m                 | Rozaliya Nasretdinova                                                    | 24"91     | Elizaveta Bazarova                                             | 25"05     | Holly Barratt                                                                       | 25"08     |
| 100 m                | Shannon Vreeland                                                         | 54"39     | Abbey Weitzeil                                                 | 54"53     | Ami Matsuo                                                                          | 54"94     |
| 200 m                | Shannon Vreeland                                                         | 1'58"38   | Wang Shijia                                                    | 1'58"89   | Martina De Memme                                                                    | 1'59"14   |
| 400 m                | Leah Smith                                                               | 4'05"29   | Lindsay Vrooman                                                | 4'07"28   | Martina De Memme                                                                    | 4'08"95   |
| 800 m                | Lindsay Vrooman                                                          | 8'26"67   | Martina Rita Caramignoli                                       | 8'28"43   | Kiah Melverton                                                                      | 8'31"80   |
| 1500 m               | Martina Rita Caramignoli                                                 | 16'06"71  | Lindsay Vrooman                                                | 16'13"85  | Kiah Melverton                                                                      | 16'21"39  |
| Dorso                |                                                                          |           |                                                                |           |                                                                                     |           |
| 50 m                 | Holly Barratt                                                            | 28"04     | Stephanie Au Yu Hyoun-ji                                       | 28"38     |                                                                                     |           |
| 100 m                | Kylie Masse                                                              | 59"97     | Elizabeth Pelton                                               | 1'00"65   | Rachel Bootsma                                                                      | 1'00"78   |
| 200 m                | Lisa Bratton                                                             | 2'09"31   | Simona Baumrtová                                               | 2'10"53   | Yuka Kawayoke                                                                       | 2'11"60   |
| Rana                 |                                                                          |           |                                                                |           |                                                                                     |           |
| 50 m                 | Mariia Liver                                                             | 30"73     | Fiona Doyle                                                    | 31"09     | Martina Carraro                                                                     | 31"11     |
| 100 m                | Mina Matsushima                                                          | 1'06"76   | Lillia King                                                    | 1'06"93   | Fiona Doyle                                                                         | 1'07"15   |
| 200 m                | Keiko Fukudome                                                           | 2'24"92   | Reona Aoki                                                     | 2'26"17   | Martina Moravčíková                                                                 | 2'27"35   |
| Delfino              |                                                                          |           |                                                                |           |                                                                                     |           |
| 50 m                 | Lu Ying                                                                  | 25"72     | Svetlana Čimrova                                               | 26"23     | Holly Barratt                                                                       | 26"41     |
| 100 m                | Lu Ying                                                                  | 57"83     | Elena Di Liddo                                                 | 58"29     | Katarína Listopadová                                                                | 58"37     |
| 200 m                | Yilin Zhou                                                               | 2'07"69   | Alessia Polieri                                                | 2'08"66   | Hali Flickinger                                                                     | 2'08"80   |
| Misti                |                                                                          |           |                                                                |           |                                                                                     |           |
| 200 m                | Zhang Sishi                                                              | 2'12"31   | Madisyn Cox                                                    | 2'12"77   | Ellen Fullerton                                                                     | 2'13"48   |
| 400 m                | Sarah Henry                                                              | 4'38"88   | Barbora Závadová                                               | 4'40"03   | Hali Flickinger                                                                     | 4'40"53   |
| Staffette            |                                                                          |           |                                                                |           |                                                                                     |           |
| 4x100 m stile libero | Stati Uniti Abbey Weitzeil Shannon Vreeland Madeline Locus Lia Neal      | 3'38"12   | Giappone Yui Yamane Yasuko Miyamoto Aya Sato Mari Sumiyoshi    | 3'41"15   | Russia Polina Lapshina Margarita Nesterova Elizaveta Bazarova Rozaliya Nasretdinova | 3'41"34   |
| 4x200 m stile libero | Stati Uniti Chelsea Chenault Hali Flickinger Leah Smith Shannon Vreeland | 7'53"88   | Cina Wang Shijia Zhang Jiaqi Zhou Yilin Zhang Sishi            | 8'01"09   | Giappone Aya Takano Yui Yamane Asami Chida Yasuko Miyamoto                          | 8'01"18   |
| 4x100 m misti        | Italia Carlotta Zofkova Ilaria Scarcella Elena Di Liddo Laura Letrari    | 4'00"50   | Giappone Miki Takahashi Mina Matsushima Rino Hosoda Yui Yamane | 4'00"61   | Stati Uniti Elizabeth Pelton Lillia King Felicia Lee Shannon Vreeland               | 4'00"75   |
| Acque libere         |                                                                          |           |                                                                |           |                                                                                     |           |
| 10 km                | Arianna Bridi                                                            | 2h03'19"4 | Ilaria Raimondi                                                | 2h03'58"9 | Stephanie Peacock                                                                   | 2h04'53"1 |

## Medagliere
| Pos.   | Paese       |    |    |    | Totale |
| ------ | ----------- | -- | -- | -- | ------ |
| 1      | Stati Uniti | 15 | 10 | 9  | 34     |
| 2      | Giappone    | 5  | 7  | 9  | 21     |
| 3      | Russia      | 5  | 2  | 4  | 11     |
| 4      | Cina        | 4  | 2  | 0  | 6      |
| 5      | Italia      | 3  | 9  | 6  | 18     |
| 6      | Australia   | 2  | 2  | 7  | 11     |
| 7      | Ucraina     | 2  | 1  | 0  | 3      |
| 7      | Canada      | 2  | 1  | 0  | 3      |
| 9      | Regno Unito | 1  | 2  | 2  | 5      |
| 10     | Bielorussia | 1  | 1  | 1  | 3      |
| 11     | Kazakistan  | 1  | 0  | 1  | 2      |
| 12     | Canada      | 1  | 0  | 0  | 1      |
| 12     | Serbia      | 1  | 0  | 0  | 1      |
| 14     | Rep. Ceca   | 0  | 2  | 1  | 3      |
| 15     | Irlanda     | 0  | 1  | 1  | 2      |
| 16     | Hong Kong   | 0  | 1  | O  | 3      |
| 16     | Croazia     | 0  | 1  | 0  | 1      |
| 18     | Slovacchia  | 0  | 0  | 1  | 1      |
| Totale | Totale      | 43 | 42 | 42 | 127    |